# Kościół Santa Maria dei Derelitti
Kościół Santa Maria dei Derelitti (kościół pod wezwaniem Matki Bożej/Najświętszej Maryi Panny, patronki opuszczonych/porzuconych/bezdomnych, zwany potocznie chiesa dell’Ospedaletto – kościół przy  małym szpitalu) – rzymskokatolicki kościół w Wenecji w dzielnicy (sestiere) Castello, pełniący pierwotnie funkcję kaplicy przy szpitalu dla biednych i niepełnosprawnych sierot (po 1807 roku – domu starców), jest obecnie własnością Istituzioni di Ricovero e di Educazione Venezia (instytucji publicznej, prowadzącej domy dla starszych i samotnych matek) i wykorzystywany jako sala koncertowa.

## Historia

### Hospicjum
Weneckie „ospedaletti” (hospicja) były najstarszą w tym mieście instytucją udzielającą schronienia osobom starszym, wdowom, sierotom i nędzarzom. Założenie pierwszej tego typu instytucji w latach 975–978 przypisuje się doży Pietro I Orseolo w pobliżu dzwonnicy św. Marka w Wenecji. W ślad za pierwszym tego typu hospicjum powstało wiele innych, wśród których również l’Ospedale di Santa Maria dei Derelitti (powszechnie nazywany Ospedaletto), jeden z najważniejszych w mieście, wchodzący wraz z Incurabili, Pietà i Mendicanti w skład grupy „Wielkich szpitali”. Hospicjum ufundowała grupa zamożnych obywateli miasta, wśród których znalazł się Girolamo Emiliani, założyciel Zgromadzenia Ojców Somasków. Fundatorzy ci zbudowali najpierw proste wiaty dla potrzebujących schronienia, zastąpione później drewnianymi szałasami. Po 1529 roku te tymczasowe konstrukcje były stopniowo zastępowane stałymi budynkami z kamienia. Girolamo Emiliani zapoczątkował również zwyczaj, upowszechniony później w mieście, edukacji sierot w dziedzinie sztuki i literatury, zaczął też uczyć młodych ludzi śpiewu, co doprowadziło w XVII wieku do utworzenia w Ospedaletto szkoły muzycznej, złożonej z młodych dziewcząt.

### Kościół
W 1528 roku przy hospicjum została założona niewielka kaplica. W 1575 roku rozpoczęto budowę kościoła poświęconego Matce Bożej patronce opuszczonych (Santa Maria dei Derelitti), którego projekt przedłożył Andrea Palladio. Jednak z powodu braku funduszy prace budowlane przeciągnęły się aż do 1662 roku, kiedy to kupiec Bartolomeo Cargnoni uczynił duży zapis na rzecz kościoła. Wpłynęło na przyspieszenie i rozszerzenie prac budowlanych. Przy budynku hospicjum pracowali Antonio Sardi i jego syn, zanim po dwóch latach zostali, w wyniku sporów, zwolnieni. Osiągnięciem Sardiego była eliptyczna klatka schodowa w nowym skrzydle instytutu, zrealizowana w latach 1664–1666, łącząca elementy palladiańskie ze stylem barokowym. W 1666 roku budowę przejął Baldassare Longhena realizując fasadę kościoła (1670–1672) i jego wnętrze. Kompleks Ospedaletto zasłynął wkrótce z chóru „Putte”, który tworzyły młode, utalentowane wokalnie dziewczęta, rywalizujące pod względem poziomu wykonawczego z chórem z kościoła Pietà, kierowanym przez Antonia Vivaldiego. W 1777 roku dla potrzeb chóru zbudowano na pierwszym piętrze hospicjum Salę Muzyczną (Sala della Musica), która w krótkim czasie zyskała rozgłos.
Po upadku Republiki Weneckiej, w czasie pierwszej okupacji francuskiej i w wyniku dekretów napoleońskich z 1807 roku wszyscy chorzy, przebywający w Ospedaletto oraz innych hospicjach zostali przeniesieni, początkowo do Incurabili, a następnie, w 1819 roku do Mendicanti, który stał się wówczas nowym szpitalem miejskim (Ospedale Civili Riuniti). W tym samym roku Ospedaletto stał się schroniskiem dla ludzi starych i potrzebujących pomocy.
W 1905 roku malarz Giuseppe Cherubini udekorował strop kościoła w stylu pośrednim między barokiem a Belle époque.
Kompleks Ospedaletto jest obecnie własnością Istituzioni di Ricovero e di Educazione Venezia (instytucji publicznej, prowadzącej domy dla starszych i samotnych matek), której biura znajdują się obok kościoła.

## Architektura
Fasada, znacznie wyższa niż kościół, stanowi dominujący i wyrazisty akcent architektoniczny przy wąskiej uliczce Calle della Barbaria de le Tole. Ciężką, dwukondygnacyjną elewację zdobią detale architektoniczne i rzeźby, w tym atlanty, podtrzymujące na ramionach zwieńczenie fasady oraz maski. W środku, pomiędzy atlantami znajduje się muszla z popiersiem fundatora, Bartolomea Cargnoniego.

## Wnętrze
Wnętrze stanowi pojedyncza nawa z płaskim stropem. Przy każdej ścianie bocznej znajdują się trzy ołtarze, wszystkie zbudowane przez Longhenę. Ołtarz główny zbudował Sardi z synem Giuseppe, a ukończył go Longhena. Obrazy pochodzą z XVII i na początku XVIII wieku. Jednym z nich Ofiara św. Bartłomieja, wczesne dzieło Giambattisty Tiepola.